# 密苞叶薹草
密苞叶薹草（学名：Carex phyllocephala）为莎草科薹草属的植物。分布于日本以及中国大陆的福建等地，生长于海拔500米至1,000米的地区，一般生于林下、路旁以及沟谷等潮湿地，目前尚未由人工引种栽培。